# Lacrimispora algidixylanolytica
Lacrimispora algidixylanolytica es una especie de bacteria grampositiva del género Lacrimispora. Fue descrita en el año 2020. Su etimología hace referencia a disolución fría de xilano. Anteriormente conocida como Clostridium algidixylanolyticum. Es anaerobia estricta, móvil y formadora de esporas. Tiene un tamaño de 0,5-0,8 μm de ancho por 1,8-2,8 μm de largo. Forma colonias circulares, de color gris pálido o blancas, translúcidas y β-hemolíticas. Temperatura óptima de crecimiento entre 25-30 °C. Se ha aislado de carne de cordero envasada al vacío y conservada a mala temperatura. 